# Mina Perdida
Mina Perdida es uno de los monumentos más grandes y antiguos del valle de Lurín, ubicado en el distrito de Pachacámac, en la ciudad de Lima, capital del Perú. Es representante de la tradición arquitectónica del los Templos en U y de la civilización más antigua en esta parte del Perú. Debe su nombre a un gran forado excavado en la pirámide principal por huaqueros buscadores de tesoros, quienes crearon un virtual socavón a tajo abierto en el frontis y la cima de este monumento.Se lo llamó así porque en la cima de la pirámide principal hay una excavación hecho por buscadores de tesoros.

## Ubicación
El sitio arqueológico se ubica en la margen izquierda del valle bajo del río Lurín a 500 metros del pueblo actual de Pachacámac, y a una distancia de 7.5 kilómetros del mar. Tiene como coordenadas geográficas: 12º 13' 30" latitud sur por 76º 51' 40" longitud oeste y a 342 metros sobre el nivel del mar. En el ámbito político, se encuentra en el distrito de Pachacámac, en la ciudad de Lima, capital del Perú.

## Cronología
La cronología es de 1.800 hasta 800 a. C. Haciendo que este se encuentre en la época de templos en U o cultura Manchay.

## Excavaciones y estudios
Este sitio arqueológico es conocido desde hace mucho tiempo, por lo que, fue excavado por los arqueólogos Julio C. Tello y José Casafranca en 1950. En 1965, el arqueólogo Duccio Bonavía lo describe como parte de su tesis y además analiza el material recuperado por Casafranca en 1950. En 1969, el arqueólogo Scheele excava unos pozos. A partir de 1990 y en sucesivas temporadas, el arqueólogo Richard Burger y su equipo investigan este monumento empezando con la limpieza del forado y otros sectores de este monumento, publicando sus hallazgos y conclusiones.
El primero en investigar estos monumentos como una cultura o tradición, fue el arquitecto Carlos Williams, quien identificó sus características arquitectónicas principales (Williams 1978): Estar formado por tres pirámides ordenadas en forma de letra U, siendo dos de ellas largas y angostas plataformas que flanquean a la tercera pirámide. Nombró a las plataformas laterales como “Brazo Derecho” y “Brazo Izquierdo”, y al montículo central (tercera pirámide) como Pirámide Principal y al espacio que enmarcan éstos lo llamó Plaza.

## Fuente
- www.arqueologiadelperu.com.ar